# Asclepias compressidens
Asclepias compressidens är en oleanderväxtart som först beskrevs av Nicholas Edward Brown, och fick sitt nu gällande namn av A. Nicholas. Asclepias compressidens ingår i släktet sidenörter, och familjen oleanderväxter. Inga underarter finns listade i Catalogue of Life.